# 普鲁斯霍塔姆纳加尔
普鲁斯霍塔姆纳加尔（Purushottamnagar），是印度马哈拉施特拉邦Nandurbar县的一个城镇。总人口3594（2001年）。

## 人口
该地2001年总人口3594人，其中男性1919人，女性1675人；0—6岁人口370人，其中男203人，女167人；识字率77.77%，其中男性为83.48%，女性为71.22%。